# Pamlok sibiřský
Pamlok sibiřský (Salamandrella keyserlingii) je druh pamloka, který se vyskytuje v severovýchodní Asii. Žije v mokrých lesích a pobřežních hájích.

## Výskyt
Vyskytuje se především v Rusku na Sibiři východně od řeky Sosva a Uralu, ve východních Sibiřských horách, včetně Verchojanského pohoří, severovýchodně od Anadyrské vysočiny, na východ od poloostrova Kamčatka a na jih do Mandžuska s odlehlými populacemi také na severu, Changolii, Mzakha a Korejském poloostrově. Má se za to, že byl vyhuben z Jižní Koreje. Izolovaná populace existuje na japonském Hokkaidó v národním parku Kushiro Shitsugen. Hnízdiště sibiřských mloků v Paegamu, Jižní Hamgyong, je označeno jako severokorejská přírodní památka č. 360.

## Popis
Dospělí jedinci pamloka sibiřského měří od 9,0 do 12,5 cm. Jejich tělo má modravěhnědou barvu s fialovým pruhem podél hřbetu. Tenké tmavě hnědé pruhy se nacházejí mezi a kolem očí, a někdy také na ocase. Na každé končetině jsou čtyři prsty bez drápů. Ocas je delší než tělo. Samci jsou obvykle menší než samice.
Tento druh je známý tím, že přežívá hluboké mrazy (až −45 °C). V některých případech je známo, že zůstává zamrzlý ve věčně zmrzlé půdě po celé roky a po rozmrznutí opět ožívá. Toho dosahuje snížením tělesné hmotnosti na čtvrtinu díky ztrátě vody, zmenšením jater a zvýšením koncentrace glycerolu v těle.

## Obecné chování
Mlok sibiřský je hlavně noční tvor, v noci shání potravu nad zemí a přes den se zdržuje pod vlhkými kládami nebo dřevitými úlomky.

## Objev
V roce 1870 mu Dybowski dal jméno Salamandrella Keyserlingii. V roce 1910 byl přejmenován Boulengerem na Hynobius keyserlingii. Toto synonymum se nepoužívá.

## Stanoviště
Biotopem pamloka sibiřského jsou v jeho rozsáhlém areálu vlhké jehličnaté lesy, smíšené listnaté lesy v tajze a břehové rýhy v tundře a lesostepi. Lze je nalézt v blízkosti pomíjivých nebo trvalých tůní, mokřadů, ostřicových luk, u jezer mrtvého ramene.

## Reprodukce
Jejich období rozmnožování nastává během května nebo začátku června, v kalužích vody. Jeden vaječný váček obsahuje v průměru 50–80 vajíček, přičemž samice obvykle snese až 240 vajíček za sezónu. Světle hnědá vajíčka se líhnou tři až čtyři týdny po nakladení a uvolňují z nich larvy mloka o délce 11–12 mm.